# 久保庭眞彰
久保庭 眞彰（くぼにわ まさあき、1949年 - ）は、日本の経済学者。専門は、比較経済システム論・ロシア経済論・産業関連分析・計量経済学。元比較経済体制学会代表幹事。一橋大学名誉教授。ロシア科学アカデミー中央数理経済研究所名誉博士。

## 経歴
横浜国立大学経済学部の越村信三郎ゼミで学び、1972年に卒業した。1974年一橋大学大学院経済学研究科修士課程を修了。1977年同博士課程単位取得。指導教官は関恒義であった。
1977年に一橋大学経済研究所専任講師となった。後に同助教授昇進。宮鍋幟とともに研究所米欧ソ経済部門でソ連経済を担当した。1990年から一橋大学経済研究所米・欧・ロシア経済研究部門教授に昇進。2004年より一橋大学経済研究所長。他大学における客員研究員としては、カリフォルニア大学バークレー校客員研究員、ハーバード大学客員研究員。ソビエト連邦科学アカデミー中央数理経済研究所客員研究員、後にレオンチェフセンター客員研究員、フィンランド銀行移行経済研究所招聘客員研究員。2012年、『ロシア経済の成長と構造 : 資源依存経済の新局面』を一橋大学に提出して博士（経済学）号を取得。2012年、一橋大学定年退職し、名誉教授となった。その後も一橋大学経済研究所特任教授。イースト・ウエスト・センター客員研究員を経て、2014年国立中興大学国際政治研究院国際平和戦略センター上席研究員、フィンランド銀行移行経済研究所招聘客員研究員。2015年インターナショナル・パシフィック大学国際政治大学院教授。2016年、中華民国技科部招聘国立政治大学国際事務学院客座教授。

## 受賞・栄典
- ロシア科学アカデミーレオンチェフ褒章受章。
- 環太平洋産業連関分析学会学術賞を受賞。

## 研究内容・業績
- 専門は比較経済システム論、ロシア経済論、産業関連分析、計量経済学で、2003年ロシア科学アカデミー中央数理経済研究所名誉博士。2004年ロシア自然科学アカデミーレオンチェフ褒章受章。2007年、石坂芳男トヨタ自動車元副社長及び西村可明一橋大学副学長との間で相談し、トヨタ自動車から研究委託を受け、2007年に一橋大学経済研究所内にロシア研究センターを設立。2011年から2013年まで比較経済体制学会代表幹事。2012年から2014年まで米国Association for Comparative Economic Studies理事。著書 『ロシア経済の成長と構造：資源依存経済の新局面』により、2012年度環太平洋産業連関分析学会学術賞受賞[6][8]。
- 指導学生には長谷部勇一（第15代横浜国立大学学長）[9]、大島堅一（龍谷大学教授）[10]などがいる。

## 著書

### 単著
- Quantitative economics of socialism : input-output approaches, (Kinokuniya, 1989)
- 『現代社会主義経済分析の基礎：計画・コンピュータ・市場』（岩波書店、1990年）
- 『ロシア経済の成長と構造：資源依存経済の新局面』（岩波書店、2011年）

### 共編書
- 『マイコンによる経済学』（青木書店、1984年）
- 『社会科学のためのマイコン入門』（青木書店、1985年）
- （浅利一郎）『経済学のためのパソコン入門』（大月書店、1988年）
- （長谷部勇一、良永康平ほか）『コンピュータ経済学：パソコン&大型計算機』（東洋経済新報社、1989年）
- Making economies more efficient and more equitable : factors determining income distribution, with Toshiyuki Mizoguchi, Noriyuki Takayama, Tsuyoshi Tsuru, (Kinokuniya, 1991)
- Development of capitalism in Russia : the second challenge, with Evgeny Gavrilenkov, (Maruzen, 1997)
- （田畑伸一郎）『転換期のロシア経済：市場経済移行と統計システム』（青木書店、1999年）
- Constructing a historical macroeconomic database for trans-Asian regions : international research workshop on the Asian historical statistics database : an appraisal of project outcomes and future research directions, with Konosuke Odaka, Yukihiko Kiyokawa, (Project ASHSTAT (COE), Hitotsubashi University, Institute of Economic Research, 2000)
- Economics of Intergenerational Equity in the Transition Economies, with Yoshiaki Nishimura, (Maruzen, 2006)
- Two Asias: The Emerging Postcrisis Divide, with Steven Rosefielde, Satoshi Mizobata, (World Scientific Publisher, 2011)
- Prevention and crisis management : lessons for Asia from the 2008 crisis, with Steven Rosefielde, Satoshi Mizobata, (World Scientific Publisher, 2013)
- Overcoming the Crisis: Economic and Financial Developments in Asia and Europe, with Štefan Bojnec, Josef C. Brada, (Univerity of Primorska Press, 2012)
- International perspectives on financing higher education, with Josef C. Brada, Wojciech Bienkowski, (Palgrave Macmillan, 2015)